# スウィートグラス郡 (モンタナ州)
スウィートグラス郡（英: Sweet Grass County）は、アメリカ合衆国モンタナ州の南部に位置する郡である。2010年国勢調査での人口は3,651人であり、2000年の3,609人から1.2％増加した。郡庁所在地はビッグティンバー市（人口1,641人）であり、同郡で人口最大の自治体でもある。

## 地理
アメリカ合衆国国勢調査局に拠れば、郡域全面積は1,862平方マイル (4,820 km2)であり、このうち陸地は1,855平方マイル (4,800 km2)、水域は7平方マイル (18 km2)で水域率は0.37％である。

### 主要高規格道路
- 州間高速道路90号線
- アメリカ国道191号線
- アメリカ国道10号線（旧道）

### 隣接する郡
- ウィートランド郡 - 北
- ゴールデンバレー郡 - 北東
- スティルウォーター郡 - 東
- パーク郡 - 南、西
- マー郡 - 北西

### 国立保護地域
- カスター国立の森（部分）
- ギャラティン国立の森（部分
- ルイスアンドクラーク国立の森（部分）

## 人口動態
以下は2000年国勢調査による人口統計データである。
| 基礎データ - 人口: 3,609人 - 世帯数: 1,476 世帯 - 家族数: 987 家族 - 人口密度: 1人/km2（2人/mi2） - 住居数: 1,860軒 - 住居密度: 0軒/km2（1軒/mi2） 人種別人口構成 - 白人: 96.98% - アフリカン・アメリカン: 0.06% - ネイティブ・アメリカン: 0.55% - アジア人: 0.33% - 太平洋諸島系: 0.03% - その他の人種: 0.75% - 混血: 1.30% - ヒスパニック・ラテン系: 1.50% 先祖による構成 - ノルウェー系：22.5％ - ドイツ系：21.3％ - イギリス系：11.4％ - アイルランド系：8.0％ - フランス系：7.8％ 年齢別人口構成 - 18歳未満: 26.0% - 18-24歳: 5.3% - 25-44歳: 24.7% - 45-64歳: 26.4% - 65歳以上: 17.6% - 年齢の中央値: 41歳 - 性比（女性100人あたり男性の人口） - 総人口: 99.5 - 18歳以上: 98.1 | 世帯と家族（対世帯数） - 18歳未満の子供がいる: 30.8% - 結婚・同居している夫婦: 60.0% - 未婚・離婚・死別女性が世帯主: 4.5% - 非家族世帯: 33.1% - 単身世帯: 28.9% - 65歳以上の老人1人暮らし: 14.2% - 平均構成人数 - 世帯: 2.41人 - 家族: 3.00人 収入と家計 - 収入の中央値 - 世帯: 32,422米ドル - 家族: 38,750米ドル - 性別 - 男性: 28,385米ドル - 女性: 17,245米ドル - 人口1人あたり収入: 17,880米ドル - 貧困線以下 - 対人口: 11.4% - 対家族数: 9.0% - 18歳未満: 15.1% - 65歳以上: 9.1% |

## 政治
スウィートグラス郡はアメリカ合衆国大統領選挙など州レベルおよび国政レベルでほとんど一貫して共和党を支持している。大統領選挙で民主党候補がスウィートグラス郡を制したのは1936年のフランクリン・ルーズベルトが最後であり、唯一だった。ルーズベルトはこの時、モンタナ州の全郡で勝利した。1916年と1932年の場合、モンタナ州で共和党が勝利した唯一の郡となった。
地方選挙レベルでもスウィートグラス郡では共和党が強い。民主党の現職州知事ブライアン・シュワイツァーでもスウィートグラス郡の多数を制したことが無く、この数十年間民主党知事候補はこの郡では勝利していない。モンタナ州議会上院では共和党のジョン・エスプを送り出しており、下院でもやはり共和党のジョエル・ボニエクが議員となっている。

## 文化
スウィートグラス郡は2009年に制作された羊飼いのドキュメンタリー映画『スウィートグラス』の舞台になった。この映画はモンタナ州の多くの郡が舞台になってはいるが、表題はこのスウィートグラス郡から選ばれた。

## 都市と町

### 都市
- ビッグティンバー - 郡庁所在地

### 国勢調査指定地域
- グレイクリフ

### その他の町
- メルビル